# Dorfkirche Stapel

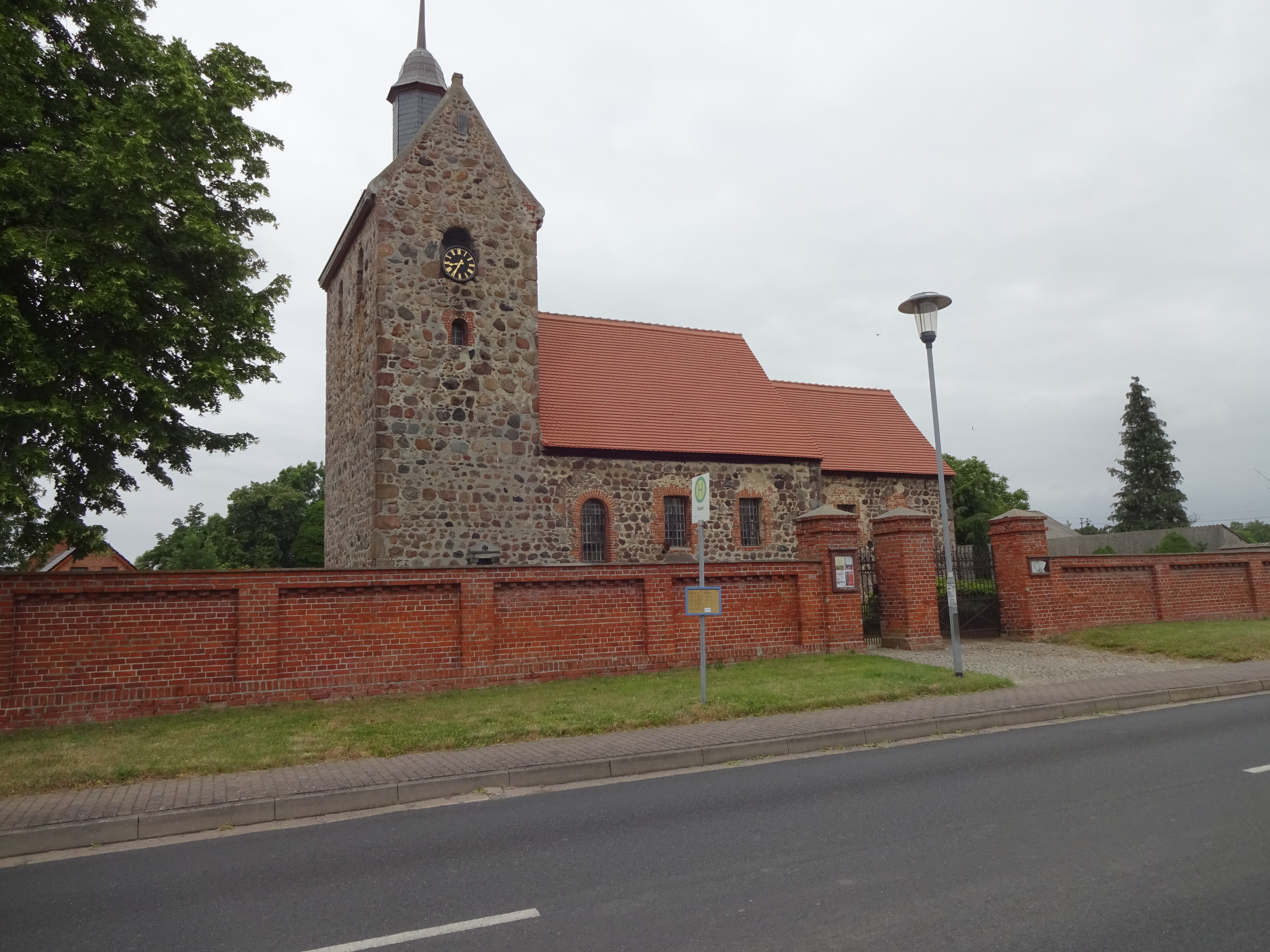
Dorfkirche Stapel

Die evangelische Dorfkirche Stapel ist eine romanische Saalkirche im Ortsteil Stapel von Altmärkische Höhe im Landkreis Stendal in Sachsen-Anhalt. Sie gehört zum Pfarrbereich Kossebau im Kirchenkreis Stendal der Evangelischen Kirche in Mitteldeutschland.

## Geschichte und Architektur
Die Kirche ist ein spätromanisches Feldsteinbauwerk, das aus dem schiffsbreiten Westquerturm, dem Saal und einem eingezogenen Rechteckchor aus der zweiten Hälfte des 12. Jahrhunderts besteht. Der Westturm wird durch einen kleinen oktogonalen Dachreiter mit Haube akzentuiert. Das schlichte Südportal mit rundbogigem Tympanon wurde später vermauert, die ursprünglichen Fenster zu Beginn des 18. Jahrhunderts vergrößert und im Jahr 1863 rechteckig erweitert. Das Westportal wurde 1863 geschaffen und 1958 instand gesetzt. Innen ist das Bauwerk flachgedeckt, die Deckenbalken sind mit Barockornamenten verziert.

## Ausstattung
Das Hauptstück der Ausstattung ist ein zweigeschossiges barockes Altarretabel aus der Zeit um 1710, die Gemälde der Kreuzigung und der Auferstehung zwischen umwundenen Spiralsäulen, das auffallend abstrahierte Akanthuswerk der Wangen verweist auf denselben Künstler, der auch in den Dorfkirchen von Gladigau, Storbeck und Wollenrade gearbeitet hat; die manieriert wirkenden Gemälde stammen vermutlich vom selben Maler wie die Gemälde in den Dorfkirchen von Bertkow, Wollenrade und Storbeck. Von eben diesen Künstlern wurde auch die gleichzeitige Kanzel gestaltet, mit den gemalten Brustbildern Christi und der Evangelisten. Ein barocker Taufengel ist ebenfalls erhalten. Die spätgotische Bronzeglocke ist ein Werk des Schöpfers der berühmten Großglocke Gloriosa, Gerhard van Wou, das auf das Jahr 1492 datiert ist. Die beiden anderen Glocken mussten jeweils im Ersten und Zweiten Weltkrieg abgegeben werden.